# Іброїхім Джуджа
Іброїхім Юсуф Джуджа (фр. Ibroihim Youssouf Djoudja, нар. 1 лютого 1994, Іцандра) — коморський футболіст, який грає на позиції нападника в намібійському клубі «Африкан Старз» та національній збірній Коморських Островів.

## Клубна кар'єра
Іброїхім Джуджа народився в містечку Іцандра, та розпочав виступи в дорослому футболі з 2013 року в коморському клубі «Ширазьєн». У 2017 році став гравцем клубу «Волкан Клуб», у цьому ж році кілька місяців перебував у оренді в іншому коморському клубі «Анфан дес Коморес». Наступного року повернувся до «Волкан Клуб», з яким у цьому році здобув титул чемпіона країни.
У кінці 2018 року Іброїхім Джуджа став гравцем намібійського клубу «Африкан Старз», а в другій половині 2020 року повернувся до «Волкан Клуб». З початку 2021 року Іброїхім Джуджа став гравцем мавританського клубу «Нуадібу». У другій половині року коморський футболіст перейшов до південноафриканського клубу «Спортінг» (Кабоквені). У 2022 році Джуджа знову став гравцем намібійського клубу «Африкан Старз».

## Виступи за збірну
У 2017 році Іброїхім Джуджа дебютував у складі національної збірної Коморських Островів. У складі національної збірної брав участь у відбіркових матчах до чемпіонату світу та Кубка африканських націй, та іграх Кубка КЕСАФА. Станом на початок 2021 року зіграв у складі збірної 22 матчів, у яких відзначився 6 забитими м'ячами.